# Rampla Juniors
Rampla Juniors Fútbol Club, kurz Rampla Juniors, (Spitznamen: Picapiedras, Rojiverdes, Los de la Villa) ist ein Fußballverein aus Montevideo in Uruguay.
Der Verein war einmal uruguayischer Meister und trägt seine Heimspiele im Estadio Olímpico.

## Geschichte
Der Verein wurde am 7. Januar 1914 gegründet. Gründungsort war die Rambla Portuaria, Ecke Solís. Daher war der Verein auch ursprünglich in der Ciudad Vieja nahe dem Zollgebäude (der Aduana) angesiedelt. Im siebten Jahr nach der Gründung zog man jedoch ins Barrio Cerro um. Aus demselben Stadtviertel von Montevideo stammt der Club Atlético Cerro, der Erzrivale des Vereins.

### Herrenmannschaft
Die Rampla Juniors stiegen 1922 erstmals in die höchste uruguayische Spielklasse auf. Schon im Folgejahr wurde man uruguayischer Vizemeister. Seinen bislang größten Erfolg feierte der Verein dann im Jahre 1927 mit dem Gewinn der uruguayischen Meisterschaft. In dieser Spielzeit wurde die nationale Meisterschaftsserie erstmals von der AUF ausgerichtet.
Die von José Pedro Colfina trainierte Meistermannschaft der Rojiverdes um Kapitän Pedro Arispe bestand dabei in der überwiegend eingesetzten Stammformation aus den folgenden Spielern:

Enrique Ballestrero; Juan Carlos Vidal und Pedro Arispe; José Magallanes, Pascual Cabrera und Guillermo Boffi oder Juan Antonio Bérgolo; Atilio Patiño, Vital Ruffatti, Julio Nieto, Antonio Rígoli und Conrado Bidegain
Dem erweiterten Kader gehörten noch die Spieler Juan Carlos Alzugaray, José Bertone, Camilo Bondanza, Manuel Carballal, Alfredo Castillo, Francisco Conde, Luis Gaitán, Conrado Häberli (Conrado Haeberli), Juan Manuel Labraga, Juan Masciardi, Francisco Merelles, Óscar Peluffo, Alberto Rampoldi, Alfonso Rocco an. In anderen Quellen werden auch noch die Spieler Pedro Aguirre und Pedro Cabrera genannt.
1928 konnte erneut die Vizemeisterschaft errungen werden. Ende der 1920er Jahre waren die guten Leistungen der uruguayischen Mannschaft auch in Europa nicht verborgen geblieben, so dass die Rampla Juniors 1929 eine Europa-Tournee absolvierten, bei der sie 19 Partien bestritten. Gegner waren dabei unter anderem Benfica Lissabon, Ajax Amsterdam, Olympique Marseille und der deutsche Verein Tennis Borussia Berlin, gegen den man am 21. April 1929 mit 1:0 gewann. 1932, im ersten Jahr des Profifußballs in Uruguay, folgte ein weiterer der insgesamt sieben Vize-Meistertitel (1923, 1928, 1932, 1940, 1947, 1958 und 1964). Bis ins Jahr 1943 gehörten die Rampla Juniors weiterhin der nationalen Spitze der Vereine an. In jenem Jahr musste jedoch der Gang in die Zweitklassigkeit angetreten werden. Schon im Folgejahr stand aber nach einer Spielzeit ohne eine einzige Niederlage, an deren Ende 1944 der Meistertitel der 2. Liga stand, die Rückkehr ins Fußball-Oberhaus an. In den Jahren 1949 bis 1953 konnte fünfmal hintereinander der Sieg beim Copa Montevideo gefeiert werden. Die Rojiverdes gewannen zudem 1950 die Copa Maracaná und 1953 das Torneo Cuadrangular. 1950 und 1955 war man auch beim Torneo Competencia siegreich.
Ein Jahr nach diesem letzten Triumph folgte sodann eine weitere der insgesamt zwölf internationalen Tourneen in der Vereinsgeschichte der Montevideaner. Neben Brasilien tourte man dabei 1956 erstmals nach 25 Jahren wieder durch Europa und besuchte zudem zwei asiatische Länder. Deutschland, Frankreich, Spanien und England waren einige der Stationen dieser Rundreise, auf der 22 Spiele ausgetragen wurden. Hierbei gelang der Mannschaft ein historischer Sieg, als man am 11. April 1956 beim 3:1 gegen Portsmouth den ersten Erfolg eines uruguayischen Fußballteams auf englischem Boden erringen konnte. Weitere Gegner waren unter anderem der 1. FC Nürnberg, Fortuna Düsseldorf, Eintracht Frankfurt, FC Valencia, Espanyol Barcelona, der Sport Recife, der Santa Cruz FC, die Queens Park Rangers, Luton Town und auch die dänische Fußballnationalmannschaft. Andere Quellen sprechen für diese Rundreise von 24 Partien in 71 Tagen. Elf Siegen und sechs Unentschieden standen sieben Niederlagen gegenüber. Bei den Begegnungen erzielten die Rampla Juniors insgesamt 39 Tore. Domingo Pérez mit zwölf und Ángel Omarini mit elf Treffern stachen dabei als Torschützen hervor.
1958 und 1964 wiederum Zweiter der uruguayischen Meisterschaft, folgte ein nächster Titelgewinn im Jahre 1969, als man das einmalig ausgetragene Torneo de Copa für sich entscheiden konnte. Schon in der folgenden Saison mussten die Rojiverdes aber erneut den Gang in die Zweitklassigkeit antreten. Erst zehn Jahre später war der Wiederaufstieg als ungeschlagener Meister der Segunda División zu verzeichnen. Jedoch konnte man in den nun folgenden Jahrzehnten nicht mehr an die Erfolge vergangener Tage anknüpfen. Schon 1987 stand der nächste Abstieg an. 1992 kehrte man mit der gewonnenen Zweitligameisterschaft in die Primera División zurück, aber schon 1999 war die Zeit der Erstligazugehörigkeit wieder beendet. Es folgte die wohl schwierigste Phase der Vereinsgeschichte, als man 2002 den letzten Platz der Segunda División belegte und im Folgejahr wegen finanzieller Schwierigkeiten überhaupt nicht am Spielbetrieb teilnahm. Bereits 2004 kehrten die Rojiverdes allerdings abermals in die Primera División zurück. Am Ende des Torneo Apertura der Spielzeit 2007/08 war man punktgleich mit Danubio hinter dem Rundensieger Defensor Sporting klassiert und zum Saisonabschluss sogar als Fünftplatzierter für die Liguilla Pre-Libertadores qualifiziert.
Die Rampla Juniors spielten zwischenzeitlich wieder in der Segunda División, gewannen die Apertura 2013 und belegten am Ende der Clausura 2014 den 7. Rang der Gesamttabelle. In den anschließenden Play-offs sicherte sich die von Marcelo Saralegui trainierte Mannschaft durch einen 4:2-Sieg nach Elfmeterschießen (0:0) im Entscheidungsspiel um den dritten Aufstiegsplatz am 6. Juli 2014 gegen Villa Teresa zur Spielzeit 2014/15 die Rückkehr in die Primera División.
Die nachfolgende Erstligasaison verlief jedoch wenig erfolgreich. Am 6. Januar 2015 wurde vermeldet, dass Jorge Barrios das Traineramt von Saralegui im Torneo Clausura 2015 übernehmen werde und einen Vertrag mit anderthalb Jahren Laufzeit unterschrieben habe. Das Trainerteam wurde durch Co-Trainer Juan Carlos Parra und Nicolás Pulis als „preparador físico“ komplettiert. Wenige Tage später berichteten uruguayische Medien, dass die sich in wirtschaftlichen Schwierigkeiten befindlichen Rampla Juniors den Beginn der Vorbereitung auf die Rückrunde aufgrund ausstehender Gehaltszahlungen für die Mannschaft um zwei Tage verschoben hatten. Während der Sommerpause verlor man durch die Wechsel von Gonzalo Malán und Gustavo Aprile zudem zwei Leistungsträger der Apertura. Nach dem 13. Spieltag der Clausura 2015 stellte Trainer Barrios sein Amt beim akut abstiegsbedrohten Klub zur Verfügung. Nelson Olveira wurde gemeinsam mit Assistent Luis Abreu anschließend am 26. Mai 2015 zunächst begrenzt auf die beiden ausstehenden Saisonspieltage als neuer Trainer präsentiert. Jedoch konnte auch dieser den Abstieg nicht verhindern. Die Rampla Juniors belegten in der Jahresgesamttabelle ebenso wie in der Abstiegswertung am Saisonende den letzten Platz.

#### Erfolge
- Uruguayischer Meister: 1927
- Uruguayischer Vize-Meister: 1923, 1928, 1932, 1940, 1947, 1958 und 1964
- Torneo de Copa: 1969
- Copa Montevideo: 1949, 1950, 1951, 1952, 1953
- Torneo Competencia: 1950, 1955
- Copa Maracaná: 1950
- Torneo Cuadrangular: 1953

### Damenmannschaft
Seit dem 16. Oktober 1988 existiert im Verein zudem eine Frauenfußballabteilung. Die Damenmannschaft des Vereins gehört zu den dominierenden des uruguayischen Fußballs und konnte eine Vielzahl an Erfolgen verzeichnen. So wurden in den Jahren 1998, 1999, 2001, 2002, 2003, 2004, 2005, 2006 und 2008 insgesamt neun uruguayische Meistertitel gewonnen. Damit ist der Verein uruguayischer Rekordmeister.

## Trikotage
Das erste von den Rampla Juniors getragene Sporthemd war in der farblichen Gestaltung durchgängig grün aber mit einem roten Streifen versehen. Das Design der Trikots unterzog sich im Laufe der Zeit einem geringfügigen Wandel, während Hosen und Stutzen, von einigen Ausnahmen in den 1990er Jahren abgesehen, nahezu durchgängig schwarz waren. Bis 2006 bestand die Alternativkombination aus mit weißen Trikots kombinierten schwarzen Hosen und Stutzen.
Die Trikotage der als Rojiverdes (auf Deutsch: Rotgrüne) bezeichneten Rampla Juniors besteht heutzutage aus roten Hemden mit grünen Längsstreifen sowie schwarzfarbigen Hosen und Stutzen. Die alternative Bekleidung ist aus auf der Brustseite jeweils zur Hälfte rotem bzw. grünen Oberteil mit weißen Ärmeln und ebensolcher Farbe auf der Rückseite, kombiniert mit weißer Hose und weißen Stutzen, zusammengesetzt.

## Trainerhistorie
- 1971: José Sasía
- bis Dezember 1987: Walter Olivera
- ab 16. Dezember 1987: Juan Carlos Borteiro
- ab 13. August 1995: Juan Carlos Borteiro
- 1999: Antonio Alzamendi
- Manuel Origoni
- Miguel del Río[12]
- 2001: Juan Carlos Borteiro
- 2005: Juan Carlos Borteiro
- Clausura 2007: Luis López[13]
- seit Mai 2009: Roberto Donato[14]
- Eduardo Del Capellán
- August 2010 bis Juni 2011: Jorge Giordano[15]
- August 2012 bis Dezember 2012: Edgardo Arias
- mindestens Clausura 2014 bis Ende 2014: Marcelo Saralegui
- 6. Januar 2015 bis 26. Mai 2015: Jorge Barrios
- ab 26. Mai 2015 bis Juni 2015: Nelson Olveira[16]
- September 2015 bis Juni 2016: Gabriel Añón[17]
- seit Juli 2016: Germán Corengia[18]

## Ehemalige Spieler
| - Antonio Alzamendi - Beto - Martín Barlocco - José Batista - Wilmar Cabrera - Juan Ramón Carrasco - Juan Ferreri - Mateo Figoli - Jorge Fossati - Eugenio Galvalisi - Gonzalo Garavano | - Fernando Kanapkis - Juan Labraga - Ángel Labruna - Jorge Manicera - Facundo Martínez - William Martínez - Gerardo Morales - Marcelo Otero - Rubén Paz - Héctor Salvá - Mauricio Weber |